# The Night of the Doctor
The Night of the Doctor (littéralement : « La Nuit du Docteur ») est un mini-épisode de la série de science-fiction britannique Doctor Who. Il a été diffusé le 14 novembre 2013 sur le BBC iPlayer et sur YouTube, dans le cadre de la célébration du 50e anniversaire de la série, le 23 novembre 2013. Écrit par Steven Moffat, ce mini-épisode constitue un préquel à l'épisode spécial qui sera diffusé 9 jours plus tard, Le Jour du Docteur. Il marque le retour du Huitième Docteur, incarné par Paul McGann, et montre les événements qui l'ont conduit à devenir le Docteur de la guerre pendant la Guerre du Temps, notamment sa régénération.

## Distribution
- Paul McGann : Huitième Docteur
- John Hurt : Docteur de la guerre
- Emma Campbell-Jones : Cass
- Clare Higgins : Ohila

## Résumé
L'épisode se déroule pendant la Guerre du Temps. Le Huitième Docteur tente de secourir une pilote, Cass, dont le vaisseau est sur le point de s'écraser sur la planète Karn. Malheureusement, dès qu'elle comprend qu'il est un Seigneur du Temps, elle refuse de le suivre, préférant mourir. Le Docteur lui assure pourtant qu'il est un bon Seigneur du Temps, et qu'il n'est pas partie prenante dans la Guerre, et ne l'a jamais été, mais le vaisseau s'écrase et ils sont tous les deux tués.
Sur Karn, le corps du Docteur est emmené par les sœurs de Karn et ressuscité pour quatre minutes. Elles le convainquent qu'il n'est pas possible de ne pas être impliqué dans la Guerre et par conséquent il prononce ses dernières paroles (« Docteur, soigne-toi toi-même ») et absorbe une potion qui fait en sorte que sa prochaine incarnation soit « un guerrier » ; il se régénère et devient le Docteur de la guerre, incarné par John Hurt.

### Continuité
- Ce mini-épisode marque la deuxième apparition télévisée du Huitième Docteur, la première étant dans le téléfilm Le Seigneur du Temps en 1996.
- Les Sœurs de Karn étaient déjà apparues dans The Brain of Morbius, en 1976, aux côtés du Quatrième Docteur.
- Cet épisode est une preuve que les aventures audio de Big Finish Productions sont considérées comme canoniques par Steven Moffat : le Huitième Docteur cite des compagnons qu'il a connus dans ses aventures sous format audio (« Charley, C'rizz, Lucie, Tamsin, Molly... amis et compagnons que j'ai connus, je vous salue »).
- Parmi les choix possibles laissés au Docteur pour sa régénération il est clairement évoqué la possibilité qu'il devienne une femme.